# Jingjinji

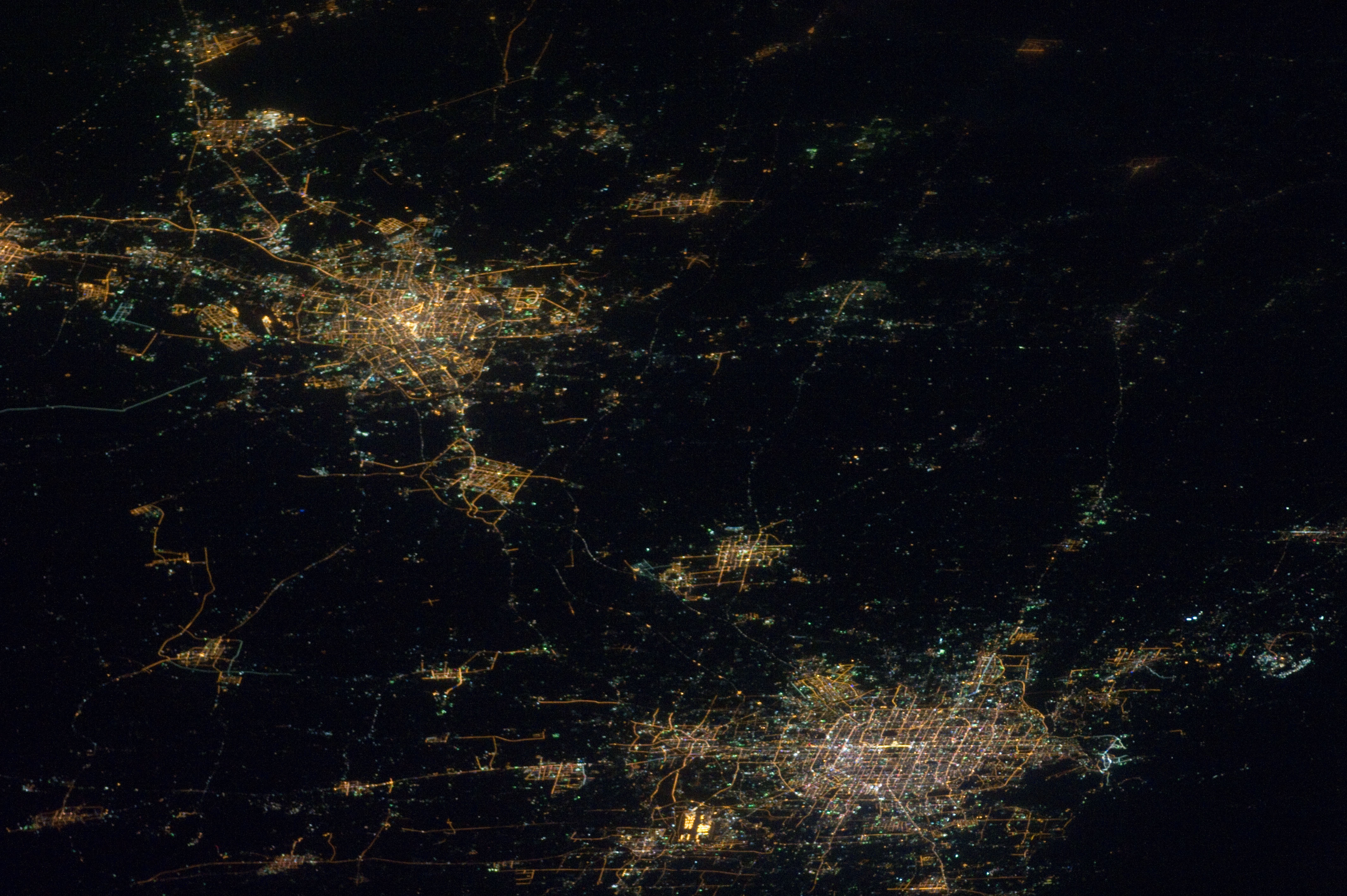
Satellitbild av kärnmegastäderna Beijing och Tianjin i Jingjinji

Jingjinji är ett på 2010-talet myntat begrepp för ett kinesiskt kluster av storstäder i norra Kina.
"Jing" är taget från Beijing, "jin" från Tianjin och "ji" är ett kinesiskt ord för Hebeiprovinsen. Kärnan i Jiangjinji är megastäderna Peking med 20 miljoner invånare (2010) och Tianjin med 15,5 miljoner invånare (2015). I klustret inräknas också bland andra 10-miljonersstäderna Baoding och Shijiazhuang. Planer tillkännagavs också 2017 för att grunda det nya storstadsområdet Xiong'an. Sammanlagt bor 2018 ungefär 112 miljoner personer i Jingjinji, färre än i klustret Yangtzeflodens delta med bland andra Shanghai med 152 miljoner invånare, men många fler än i klustret runt Tokyo med 40 miljoner invånare.
De kinesiska megastadsområdena är idag planeringsbegrepp, medan ingående delar administreras som direktstyrda städer eller provinser. Peking och Tianjin är bägge direktstyrda städer, medan det övriga Jingjinji ingår i provinsen Hebei.

## Transporter
Jingjinji förbinds för järnvägspendling av fem höghastighetståglinjer och många fler planeras för drift under de närmaste åren:
- Peking–Tianjin intercityjärnväg
- Tianjin–Baoding intercityjärnväg
- Peking-Shanghai höghastighetsjärnväg
- Peking–Shijiazhuang höghastighetsjärnväg
- Tianjin–Qinhuangdao höghastighetsjärnväg

Närmast kommande nya linjer är Peking-Zhangjiakou i och Peking–Shenyang höghastighetsjärnväg. 
I området finns fyra större flygplatser: 
- Pekings internationella flygplats
- Peking Daxing internationella flygplats
- Tianjin Binhai International Airport
- Shijiazhuang Zhengding International Airport